# Grand Prix de Fourmies 1998
Il Grand Prix de Fourmies 1998, sessantaseiesima edizione della corsa e valida come evento del circuito UCI categoria 1.1, si svolse il 13 settembre 1998, per un percorso totale di 208 km. Fu vinto dall'italiano Luca Mazzanti che giunse al traguardo con il tempo di 4h51'11" alla media di 42,86 km/h.
Partenza con 183 ciclisti, dei quali 83 portarono a termine il percorso.

## Ordine d'arrivo (Top 10)
| Pos. | Corridore          | Squadra         | Tempo    |
| ---- | ------------------ | --------------- | -------- |
| 1    | Luca Mazzanti      | Cantina Tollo   | 4h51'11" |
| 2    | Anthony Langella   | Crédit Agricole | a 1"     |
| 3    | Oscar Pellicioli   | Mercatone Uno   | a 19"    |
| 4    | Bo Hamburger       | Casino          | a 42"    |
| 5    | Sergio Barbero     | Mercatone Uno   | s.t.     |
| 6    | Wilfried Peeters   | Mapei           | s.t.     |
| 7    | Fabien De Waele    | Lotto           | s.t.     |
| 8    | Claudio Chiappucci | Ros Mary        | s.t.     |
| 9    | Stéphane Cueff     | Mutuelle        | s.t.     |
| 10   | Paolo Valoti       | Cantina Tollo   | a 46"    |